# Armstrong Whitworth Argosy
Die Armstrong Whitworth Argosy (je nach Version A.W.650 bzw. A.W.660) ist ein britisches viermotoriges Frachtflugzeug mit Turboprop-Antrieb. Zwischen den beiden Weltkriegen hatte derselbe Hersteller bereits unter dem Namen „Argosy“ ein Passagierflugzeug gebaut.

## Entwicklung

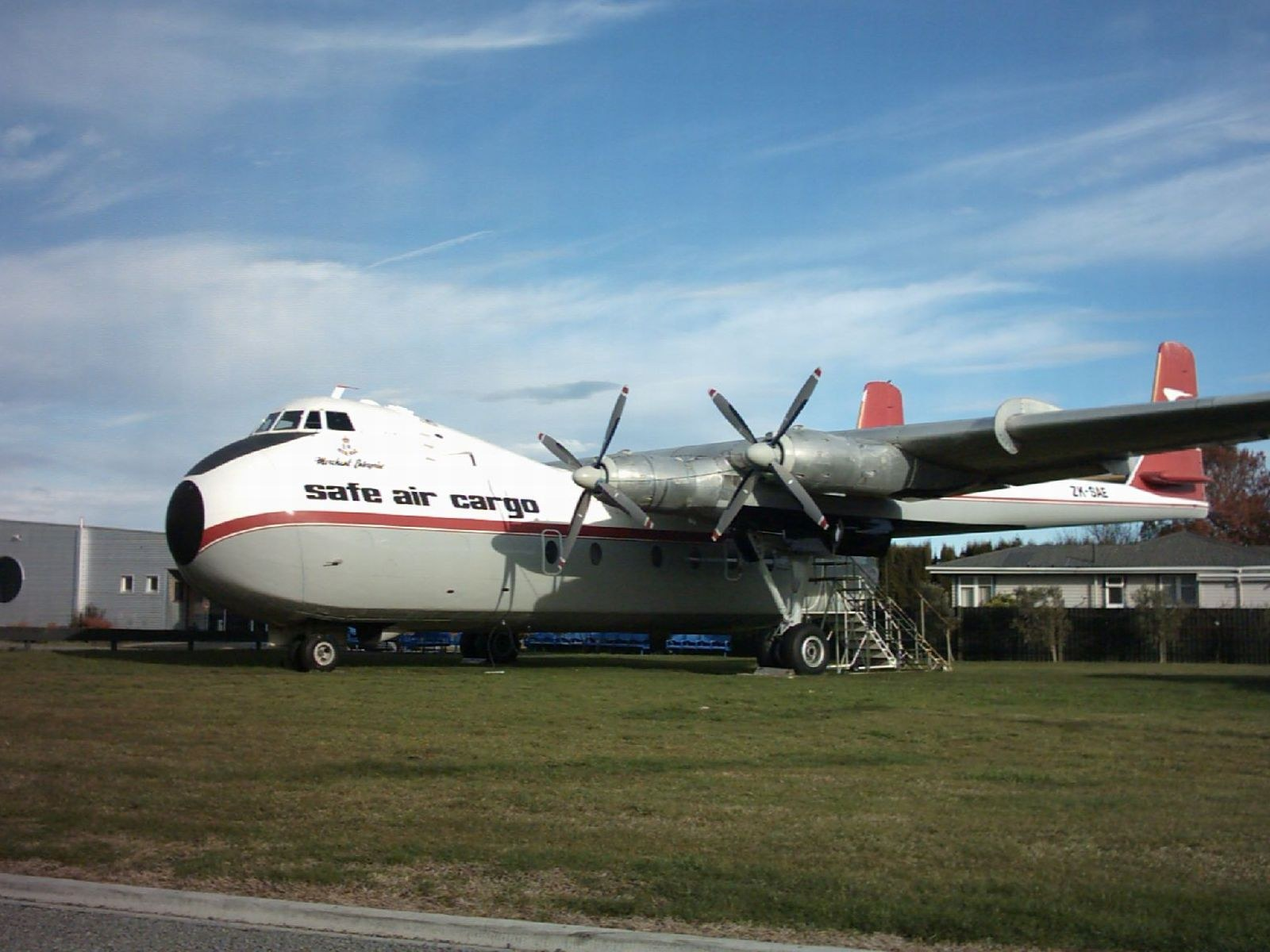
Armstrong Whitworth Argosy, ausgestellt in Blenheim

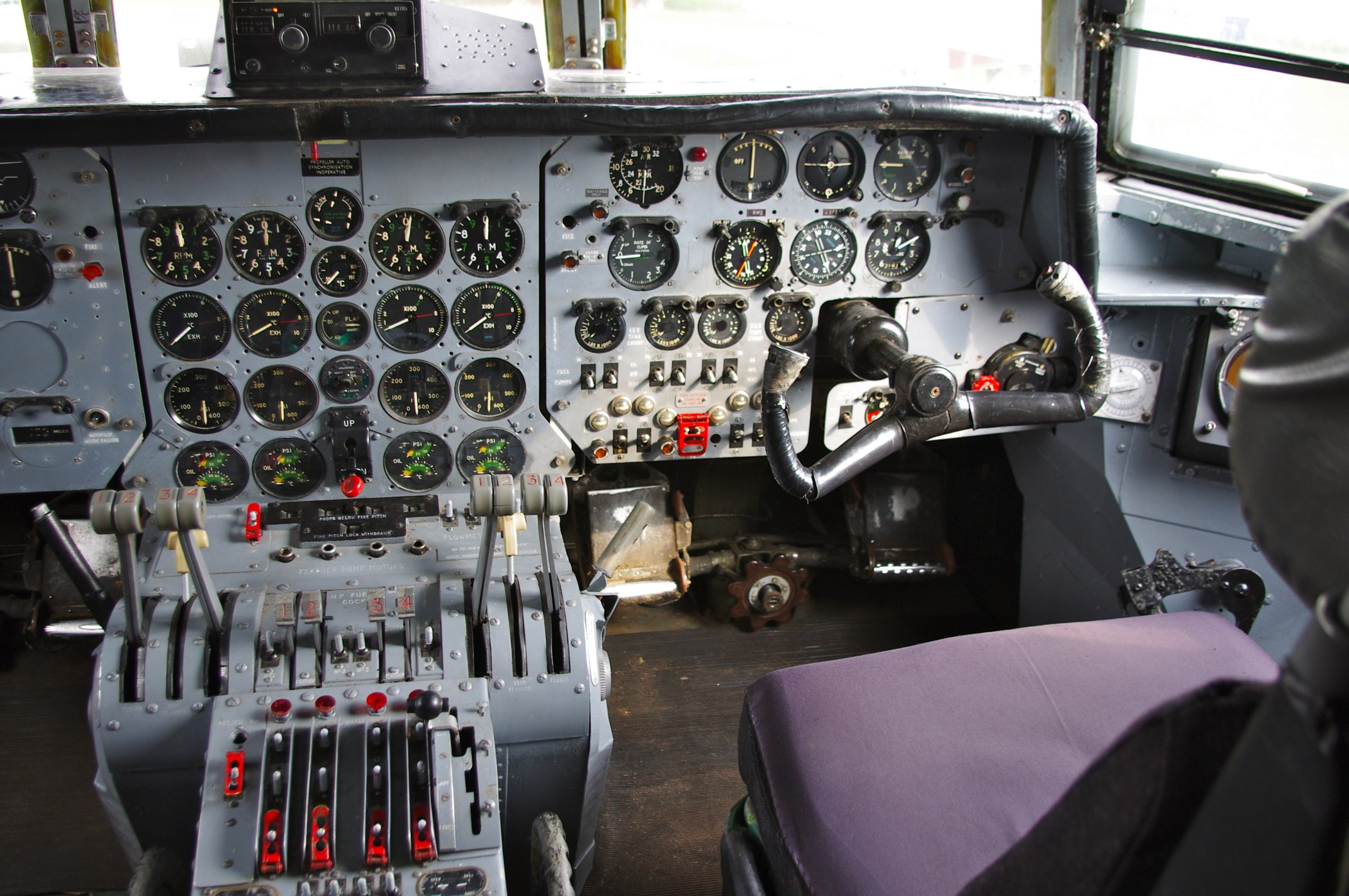
Cockpit

Obwohl das Luftfrachtgeschäft Ende der 1950er-Jahre einen kontinuierlichen Aufschwung erfahren hatte, gelang es Armstrong-Whitworth (später Hawker-Siddeley) nicht, den fortschrittlichen Entwurf des mit zwei Propellerturbinen und einem Doppelleitwerk ausgerüsteten Frachtflugzeuges mit dem Namen Argosy erfolgreich im Markt zu platzieren. Mit den Projektarbeiten zur viermotorigen Transportmaschine wurde 1956 begonnen, und zwei Jahre später, am 8. Januar 1959, flog die erste von zehn Maschinen der Serie 101.
Die Argosy verfügt über ein großes Frachtdeck mit Druckkabine, welches bei der zivilen Variante A.W.650 sowohl von vorne wie auch von hinten beladen werden kann. Das Cockpit ist in erhöhter Position über dem Frachtdeck angeordnet. Da die gesamten Entwicklungskosten vom Herstellerwerk getragen werden mussten, übernahm man aus Ersparnisgründen die Tragflächen des Aufklärungsbombers Avro Shackleton und die Triebwerksgondeln der Vickers Viscount 800. Ähnlich wie die Nord Noratlas ist die Argosy mit doppelten Leitwerksträgern ausgestattet, um die Beladung durch das Hecktor zu erleichtern.
Als Erstkunde erteilte Riddle Airlines aus den USA einen vorerst auf vier Flugzeuge lautenden provisorischen Auftrag, der bald darauf in eine auf sieben Exemplare erhöhte Festbestellung umgewandelt wurde. Ende 1960 entschied sich auch die British European Airways (BEA), stärker in das Luftfrachtgeschäft einzusteigen, und erwarb die restlichen drei Flugzeuge als Argosy 102.
Im Gegensatz zur Serie 101 waren die BEA-Maschinen fensterlos und mit einem Rolamat-Beladungssystem für den Palettentransport ausgerüstet. Riddle nahm die Argosy 101 im Januar 1961 in Betrieb, gefolgt von BEA im Dezember desselben Jahres. Unterdessen war im Mai 1961 eine verbesserte Argosy 200 projektiert worden. Diese sowohl für den Passagier- wie auch für den Frachttransport verwendbare Variante erhielt als wesentliche Änderungen völlig überarbeitete Tragflächen mit größerer Lebensdauer sowie größere Frachttüren vorne und hinten, um Paletten in Standardgrößen aufnehmen zu können. Die erste Argosy 200 flog am 11. März 1964. Nach dem Ersatz der bisher verwendeten Triebwerke durch leistungsfähigere Dart 532/1 von je 2.230 WPS (1.640,1 WkW) erhielt diese Version die Typenbezeichnung Argosy 222.
Sechs Maschinen dieser Version wurden für die BEA gebaut, welche sie erstmals im Februar 1965 einsetzte. Dafür gab die Fluggesellschaft ihre drei Exemplare der Serie 102 an den Hersteller zurück. Nach Verfügbarkeit der größeren Aviation Traders V.953C Merchantman (Umbau der Vickers V.950 Vanguard) verkaufte BEA ihre verhältnismäßig kostspielig zu betreibende Argosy-Flotte im Jahre 1970 an die kanadische Fluggesellschaft Transair.
So wurden nur 17 zivile Argosy-Flugzeuge gebaut und die Produktion endete am 30. Oktober 1966 mit der Ablieferung der letzten Argosy 222 an die BEA. In Europa war die Argosy zuletzt im Jahre 1985 bei der britischen Express-Frachtgesellschaft Elan Air im Einsatz. Die meisten Argosy aber fanden ihren Weg nach Australien und Neuseeland, wo sie von den Fluglinien IPEC und SAFE Air bis 1992 verwendet wurden.
Größter Betreiber der Argosy wurde das Transportkommando der Royal Air Force, das von 1961 bis zur Außerdienststellung Ende 1975 insgesamt 56 Maschinen der Baureihe A.W.660 bei sechs Einsatzstaffeln und einer Umschulungseinheit im Vereinigten Königreich (Haupteinsatzbasis war RAF Benson) und in Übersee (RAF Akrotiri, RAF Changi und RAF Kormaksar) unter der Typenbezeichnung Argosy C Mk.1 als Standard-Mittelstreckentransporter im Einsatz hatte. Nach 1975 wurden die wenigen nicht verschrotteten oder für Museen bewahrten Exemplare an zivile Betreiber verkauft.

## Varianten
- A.W.650 – Zivile Varianten
- A.W.660 – Militärische Varianten:[2]
  - Wegfall des Bugladetors, ersetzt durch dort eingebaute Toilette und Bordküche
  - EKCO Wetterradar in der Bugnase
  - das seitlich öffnende Heckladetor ersetzt durch ein auch im Flug zu öffnendes, nach oben und unten aufklappendes Tor
  - bis zu 72 Passagiersitze mit Blickrichtung nach hinten
  - um rund 7600 kg erhöhte maximale Startmasse
  - zusätzliche Treibstofftanks im Tragflügel zwischen den beiden Leitwerksträgern
  - nahezu verdoppelte Reichweite
  - verstärktes Fahrwerk
  - Rover-APU im linken Leitwerksträger
  - stärkere Triebwerke Dart RDa.8 Mk 101 mit je 2.470 WPS
  - auf 3,50 Meter vergrößerte Propeller

## Militärische Nutzung
Vereinigtes Königreich
- Royal Air Force

## Zwischenfälle
Von 1965 bis zur Außerdienststellung 1991 kam es zu 12 Totalverlusten mit 13 Toten. Vollständige Liste:
- Am 4. Juli 1965 wurde eine Armstrong Whitworth A.W.650 Argosy 222 der British European Airways (BEA) (Luftfahrzeugkennzeichen G-ASXL) im Anflug auf den Flughafen Mailand-Linate (Italien) während einer Gewitterlage 61 Kilometer südlich des Flughafens in den Boden geflogen. Die Maschine sprang wieder hoch und brach beim nächsten Aufprall komplett auseinander. Diesen CFIT (Controlled flight into terrain) überlebten trotzdem beide Besatzungsmitglieder, die einzigen Insassen auf dem Frachtflug. Es war der erste Totalverlust einer Argosy.[4]

- Am 14. Oktober 1965 ging einer A.W.650 Argosy 101 der US-amerikanischen Zantop Air Transport (N601Z) nahe Piqua (Ohio) (USA) der Treibstoff aus. Das Flugzeug befand sich noch 34 Kilometer nördlich seines Ziels, der Wright-Patterson Air Force Base, als alle vier Triebwerke den Schub verloren. Bei der Notlandung kollidierte die Maschine mit Stützen einer Autobahnüberführung. Grund des Unfalls war die fehlende genaue Treibstoffberechnung und Verbrauchsverfolgung durch die Besatzung. Alle 3 Besatzungsmitglieder, die einzigen Insassen auf dem Frachtflug, überlebten den Unfall.[5]

- Am 4. Dezember 1967 versuchten die Piloten einer Argosy 222 (G-ASXP) der British European Airways vom Flughafen Stansted mit einem simulierten Triebwerksausfall zu starten. Nach dem Abheben kam es zum Kontrollverlust, die Maschine überschlug sich am Boden und brannte aus. Die dreiköpfige Besatzung überlebte.[6]

- Am 7. Mai 1968 wurde eine A.W.660 Argosy C.1 der britischen Royal Air Force (XR133) bei einem Vorbeiflug zur Kontrolle des Fahrwerks an einem kleinen Flugplatz namens Got el Afraq (Libyen) derart tief geflogen, dass ihr rechter Flügel in einer Kurve[7]  mit einem Hindernis kollidierte. Das Flugzeug schlug auf die Landebahn auf, überschlug sich und ging in Flammen auf. Ziel der Maschine war die Luftwaffenbasis RAF El Adem (Libyen). Bei diesem Vorfall wurden alle 11 Insassen getötet, fünf Besatzungsmitglieder und 6 Passagiere.[8]

- Am 4. Juni 1970 sprang eine Armstrong Whitworth A.W.660 Argosy C.1 der britischen Royal Air Force (XP441) während eines Trainingsflugs auf dem Militärflugplatz RAF Benson (England) bei der Landung mit nur drei laufenden Motoren wieder hoch. Der Ausbildungskapitän gab Gas, aber da die Geschwindigkeit unter der minimalen Geschwindigkeit für asymmetrischen Schub Vmca lag, drehte sich das Flugzeug nach links und schlug in der Nähe des Kontrollturms auf dem Boden auf. Die Maschine wurde irreparabel beschädigt. Alle vier Besatzungsmitglieder überlebten den Unfall.[9]

- Am 19. Mai 1974 versuchte die Besatzung einer A.W.650 Argosy 101 des Innenministeriums der Vereinigten Staaten (N891U), vom Anchorage-Campbell Airstrip (Alaska, USA) zu starten, ohne dass die Ruderverriegelungen am Höhenruder entfernt worden waren. Als die Piloten schließlich bemerkten, dass die Maschine nicht abhob, brachen sie den Start ab. Das Flugzeug überrollte das Startbahnende um 630 Meter, krachte in einen Wald und fing Feuer. Es wurde zerstört. Alle 6 Besatzungsmitglieder überlebten den Unfall.[10]

- Am 8. Juli 1974 brach an einer A.W.650 Argosy 101 der US-amerikanischen Duncan Aviation (N894U) bei der Landung auf dem Flugplatz Point Hope (Alaska, USA) das Fahrwerk zusammen. Grund war ein korrosionsbedingter Bruch. Das Flugzeug wurde irreparabel beschädigt. Alle drei Besatzungsmitglieder überlebten den Unfall.[11]

- Am 27. April 1976 wurde eine A.W.660 Argosy C.1 der britischen Royal Air Force (XR105) bei einem Flug der Empire Test Pilots School am Militärflugplatz Boscombe Down (England) mit asymmetrischem Schub angeflogen. Plötzlich kippte eine Tragfläche nach unten, das Flugzeug stürzte ab und schlug an einem Gebäude auf. Von den drei Besatzungsmitgliedern kamen zwei ums Leben.[12]

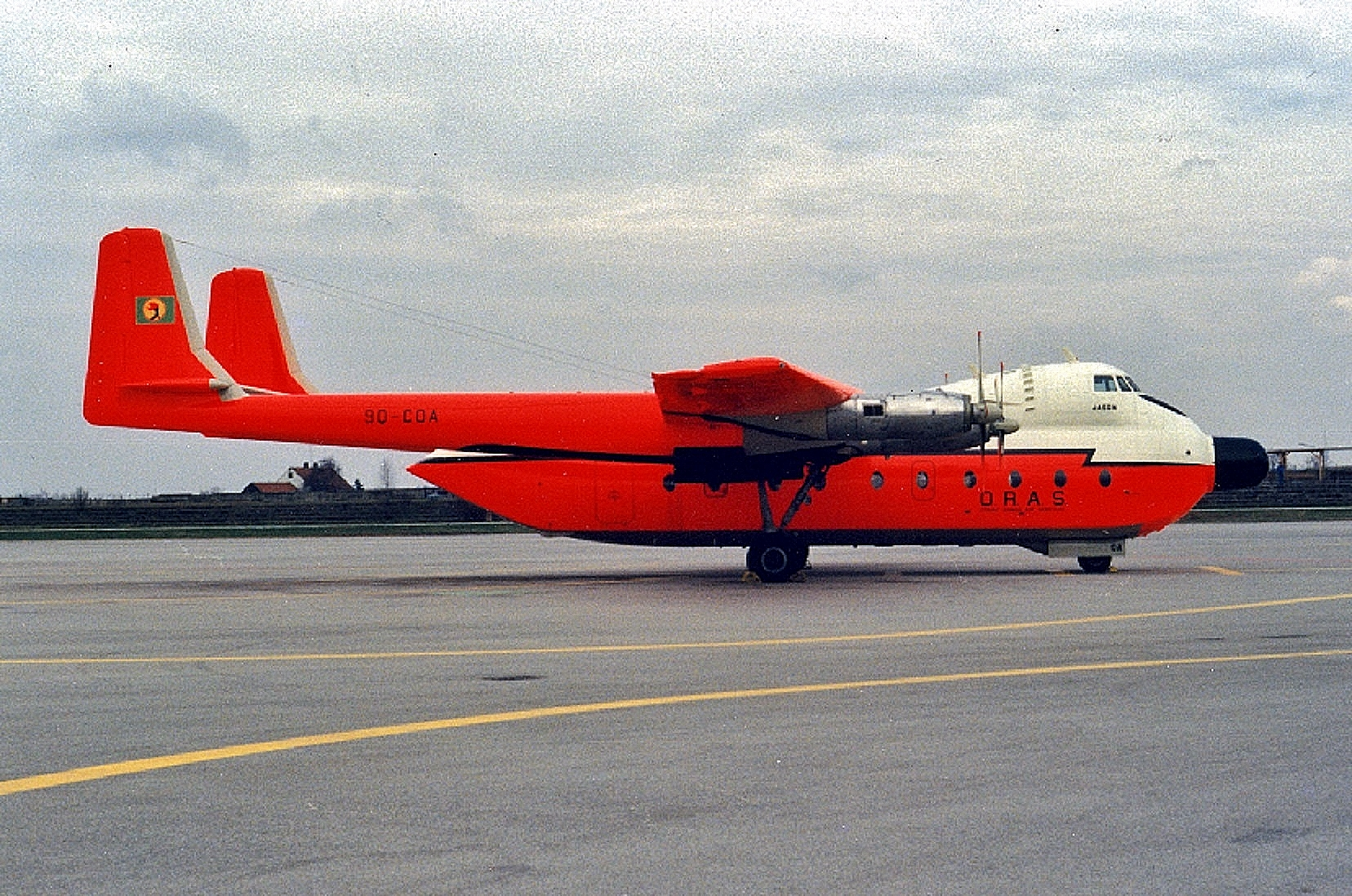
Die im Juni 1979 verunglückte Argosy der OTRAG

- Am 1. Juni 1979 wurde eine A.W.660 Argosy C.1 der deutschen OTRAG (9Q-COE) auf dem Flughafen Lubumbashi-Luano (Demokratische Republik Kongo) derart hart gelandet, dass sie irreparabel beschädigt wurde. Personen kamen nicht zu Schaden.[13]

- Am 17. April 1982 brach an einer A.W.650 Argosy 102 der britischen Air Bridge Carriers (G-APRN) bei der Landung auf dem Flughafen Belfast International (Nordirland) das rechte Hauptfahrwerk zusammen. Grund war ein technischer Defekt. Das Flugzeug wurde irreparabel beschädigt. Beide Piloten, die einzigen Insassen auf dem Frachtflug, überlebten den Unfall.[14]

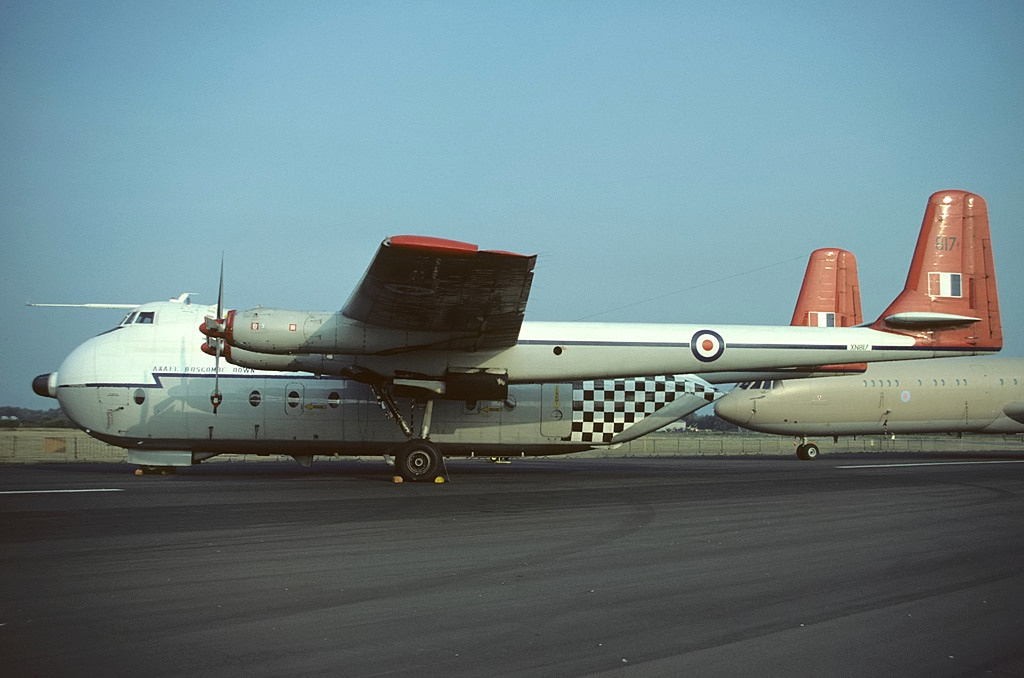
Die am 1. Oktober 1984 in Schottland verunfallte Maschine

- Am 1. Oktober 1984 brach an einer A.W.660 Argosy C.1 des britischen militärischen Aeroplane and Armament Experimental Establishment (XN817) bei der Landung auf dem Militärflugplatz RAF West Freugh (Schottland) das Fahrwerk zusammen. Das Flugzeug wurde irreparabel beschädigt. Personen kamen nicht zu Schaden.[15]

- Am 1. April 1990 brachen die Piloten einer A.W.650 Argosy 222 der neuseeländischen SAFE Air – Straits Air Freight Express (ZK-SAF) den Anflug auf ihr Ziel ab, den Flughafen Wellington, weil das linke Hauptfahrwerk beim Ausfahren nicht verriegelte. Sie beschlossen, zum Flughafen Blenheim-Woodbourne (Neuseeland) auszuweichen, da dort die Technikabteilung der Firma angesiedelt war. Beim Ausrollen während der dortigen Landung brach das linke Hauptfahrwerk zusammen; das Flugzeug kam nach links von der Landebahn 25 ab und wurde irreparabel beschädigt. Die Gründe für das Versagen lagen in mehreren Wartungsfehlern. Beide Piloten, die einzigen Insassen auf dem Frachtflug, überlebten den Unfall. Es war der letzte Totalverlust einer Argosy.[16]

## Technische Daten (Serie 101/102)
| Kenngröße            | Daten                                                               |
| -------------------- | ------------------------------------------------------------------- |
| Besatzung            | 2–3                                                                 |
| Passagiere           | 69–89                                                               |
| Länge                | 26,44 m                                                             |
| Spannweite           | 35,05 m                                                             |
| Höhe                 | 8,23 m                                                              |
| Nutzlast             | 12.700 kg                                                           |
| max. Startmasse      | 39.917 kg                                                           |
| Reisegeschwindigkeit | 450 km/h                                                            |
| Dienstgipfelhöhe     | 6.900 m                                                             |
| Reichweite           | 2.700 km                                                            |
| Triebwerke           | vier Propellerturbinen Rolls-Royce Dart 526, 2.100 WPS (1.544,5 kW) |